# Agresja (etologia)

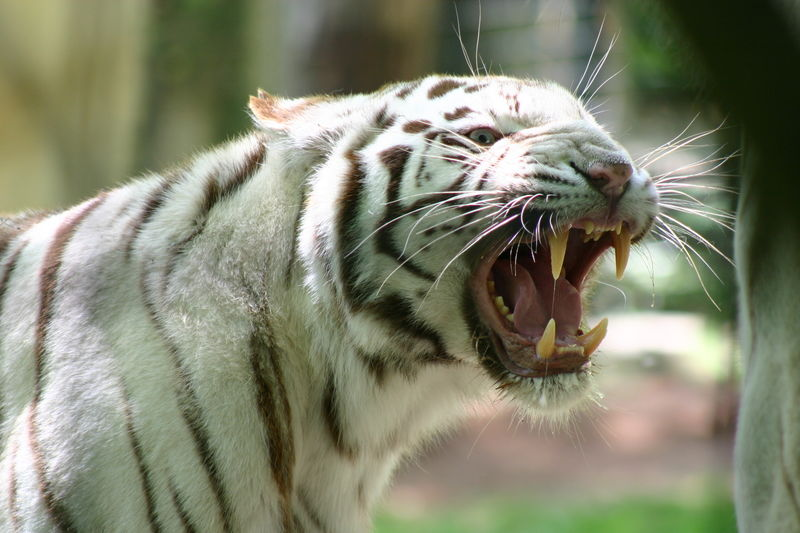

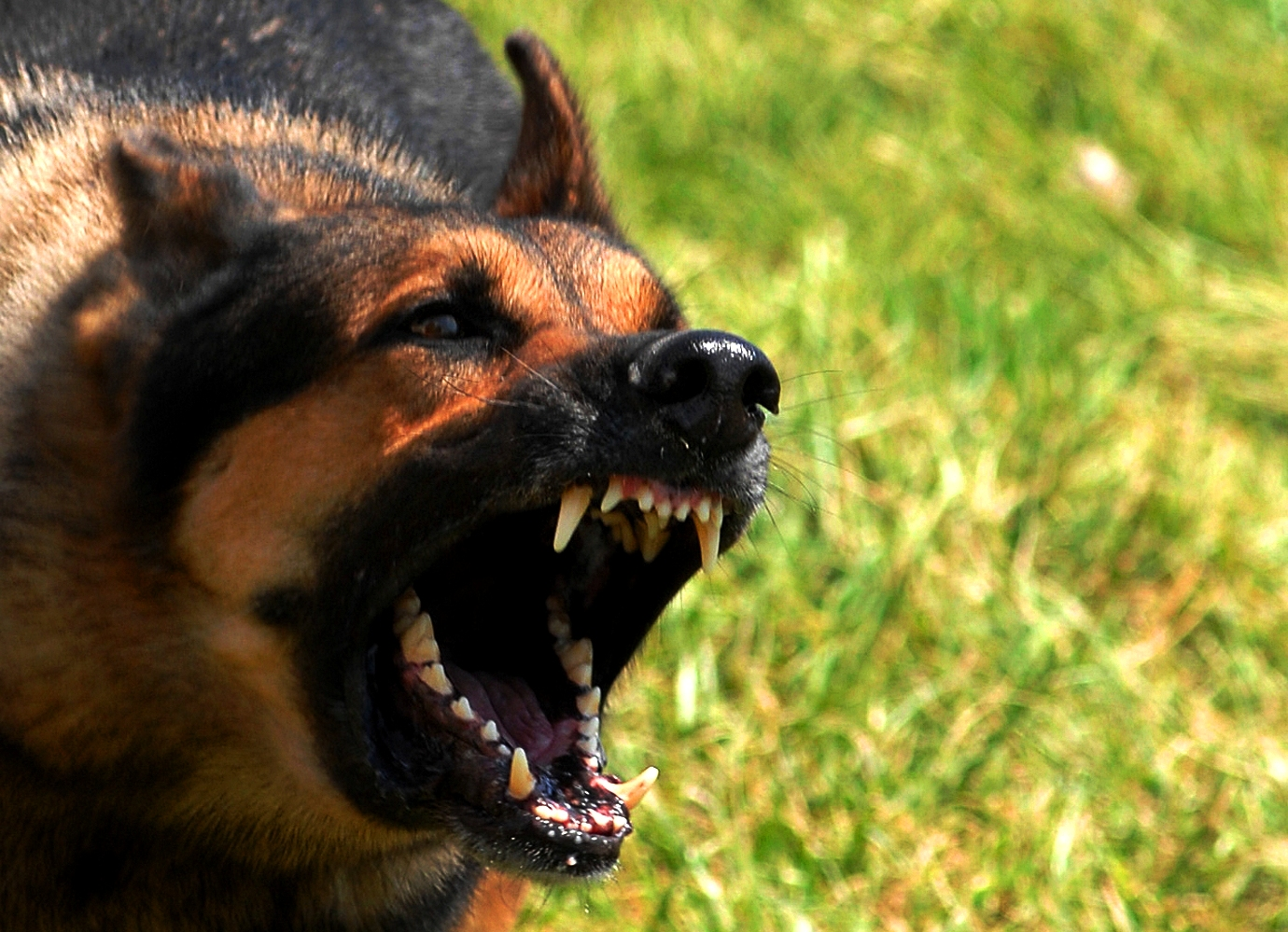

Agresja (łac. aggresio – napaść) – zespół zachowań zmierzających do zmuszenia przeciwnika do odstąpienia od swoich zamiarów lub praw (np. chęć zawładnięcia terytorium lub zdobyczą). Agresja może stać się aktem fizycznej przemocy wobec przeciwnika (ofiary agresji) lub jedynie sygnalizacją możliwości dokonania takiego aktu. Na agresję składa się wiele różnych wzorców zachowań.
Wyróżniane typy agresji i ich przykłady:
- agresja terytorialna (terytorializm) – osobniki broniące własnego terytorium
- agresja dominacyjna – relacje pomiędzy członkami stada w procesie tworzenia struktur hierarchicznych
- agresja seksualna – osobniki płci dominującej zastraszają partnerów seksualnych w celu odbycia kopulacji lub zatrzymania ich na swoim terytorium
- rodzicielska agresja dyscyplinarna – łagodna forma agresji rodziców wobec młodych zmierzająca do utrzymania dyscypliny w stadzie
- agresja przy rozstaniu z młodymi – demonstrowanie agresywnej postawy zmuszającej młode do opuszczenia gniazda po osiągnięciu dojrzałości
- agresja moralistyczna (dotyczy człowieka, zobacz agresja (psychologia))[1]
- agresja drapieżnicza – kontrowersyjna forma agresji interpretowana również jako nieodłączna cecha drapieżnictwa
- agresja antydrapieżnicza – forma obrony (często grupowej) przed drapieżnikiem